# 仙后座V650
仙后座V650，又名BD+64 1861，HD 223358、SAO 20866、HR 9017，是仙后座的一颗恒星，视星等为6.41，位于銀經116.33，銀緯2.81，其B1900.0坐标为赤經23h 43m 48.3s，赤緯+64° 2.81′ 16″。